# Louis-Joseph Kerkhofs

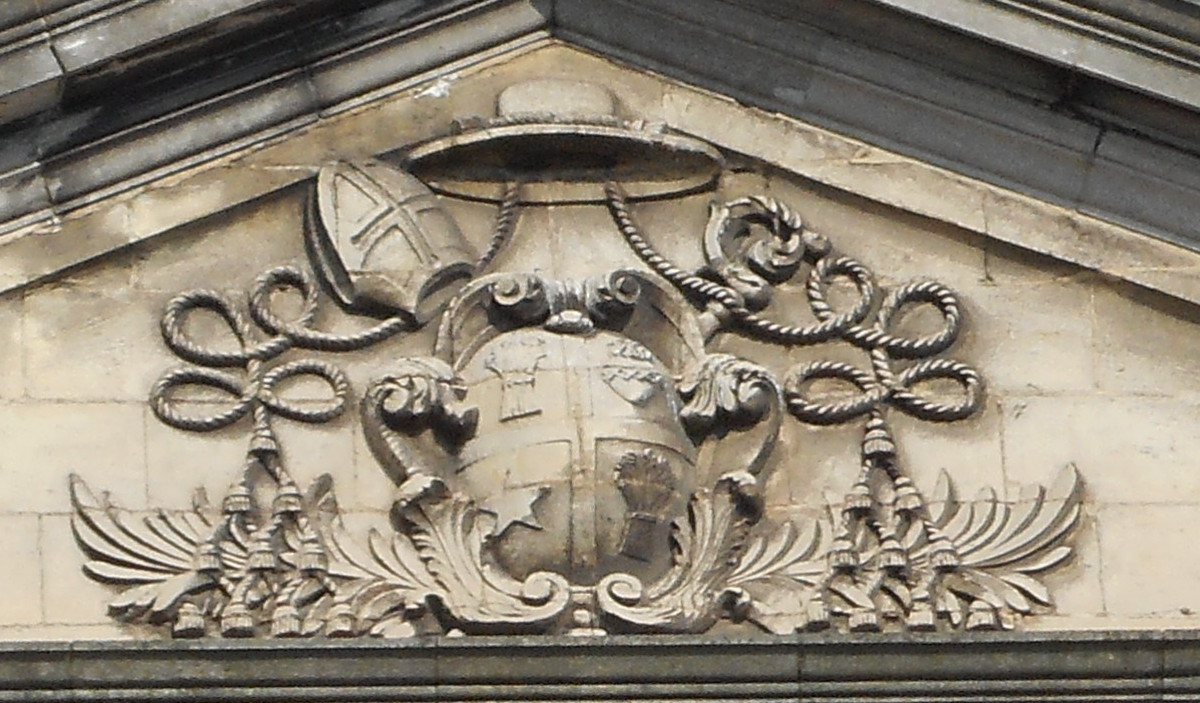
Bischofswappen Kerkhofs am Großen Seminar von Lüttich

Louis-Joseph Kerkhofs (* 15. Februar 1878 in Val-Meer, Riemst; † 31. Dezember 1962 in Lüttich) war ein belgischer Geistlicher und von 1927 bis 1961 Bischof von Lüttich.

## Leben und Wirken
Louis-Joseph Kerkhofs studierte nach dem Abitur in Peer, am Priesterseminar in Hasselt und in Rom. Am 22. September 1900 empfing Kerkhofs in Lüttich das Sakrament der Priesterweihe. 1901 wurde er Professor am Kleinen Seminar in Sint-Truiden. Am Großen Seminar in Lüttich übernahm er 1917 den Lehrstuhl für Dogmatik und wurde 1922 Regens des Lütticher Seminars.
Papst Pius XI. ernannte ihn am 18. Dezember 1924 Titularbischof von Diocaesarea in Palaestina und zum Koadjutorbischof von Lüttich. Die Bischofsweihe spendete ihm am 11. Februar des folgenden Jahres der Bischof von Lüttich, Martin-Hubert Rutten; Mitkonsekratoren waren Thomas Louis Heylen, Bischof von Namur, und Louis Joseph Legraive, Weihbischof in Mecheln. Mit dem Tod Bischof Ruttens am 17. Juli 1927 folgte er diesem als 88. Bischof von Lüttich nach. 1942 veranlasste er die erste Entsendung eines Arbeiterpriesters in eine Fabrik.
Während des Zweiten Weltkrieges konnte er zahlreiche Juden vor dem Zugriff der Gestapo schützen. Den Großrabbiner Solomon Ullmann versteckte er im bischöflichen Palais, den Lütticher Rabbiner und dessen Familie in einem Kloster in Huy. Rund 400 Kinder und Erwachsene konnten mit Hilfe des Geschäftsmannes Max-Albert Van den Berg und des Anwaltes Guy Wolf in Banneux untergebracht und gerettet werden. Hierfür erhielt er 1981 posthum die Ehrung Gerechter unter den Völkern.
Am 7. Dezember 1961 nahm Papst Johannes XXIII. seinen Verzicht auf das Bistum Lüttich an und ernannte ihn zum Titularbischof von Serrae.

## Marienerscheinung in Banneux
Die zwölfjährige Mariette Beco gab an, ihr sei zu Beginn des Jahres 1933 die Gottesmutter als „Jungfrau der Armen“ erschienen. 1942 gab Kerkhofs die Zustimmung zur Marienverehrung im Gnadenort Banneux und 1949 bestätigte er die übernatürlichen Marienerscheinungen, die 1952 auch vom Vatikan anerkannt wurden.